# Juan Ruiz de Apodaca
Juan Ruiz de Apodaca, conde de Venadito (3 février 1754 à Cadix, Espagne—11 janvier 1835 à Madrid, Espagne) est un officier de la marine espagnole, vice-roi de Nouvelle-Espagne du 20 septembre 1816 au 5 juillet 1821, lors de la guerre d'indépendance du Mexique.

## Biographie

### Carrière militaire
Ruiz de Apodaca est né à Cadix dans une famille de marchands prospères. Il entre dans la marine en 1767 et prend part à la campagne contre les pirates algériens. En 1770 il est promu enseigne de vaisseau. Il est au Pérou de 1770 à 1778 et en Angleterre en 1779.
De 1781 à 1790 il est capitaine de vaisseaux de ligne, puis chargé de la reconstruction du port de Tarragona. En octobre 1802 il est nommé commandant de l'arsenal de Cadix. Lorsque la France envahit l'Espagne, il prend le commandement des restes de la marine espagnole qui a été largement détruite lors de la bataille de Trafalgar. Il est ensuite ambassadeur plénipotentiaire en Grande-Bretagne puis capitaine général de Floride et Cuba (1812-15), des positions qu'il occupe avec tact et jugement. Pour ses mérites, il reçoit les croix de San Fernando et San Hermenegildo.

### Vice-roi de Nouvelle-Espagne
Bien qu'il soit nommé vice-roi de Nouvelle-Espagne au début de 1816, ce n'est pas avant le 20 septembre qu'il remplace Félix María Calleja del Rey. C'est alors un moment de grande turbulence lors de la Guerre d'indépendance du Mexique.
Le nouveau vice-roi offre l'amnistie aux rebelles. Des milliers d'insurgés acceptent, seul Vicente Guerrero dans le sud, Guadalupe Victoria et Nicolás Bravo à Veracruz poursuivent la rébellion. Le vice-roi ordonne également qu'aucun insurgé capturé ne soit sommairement fusillé.

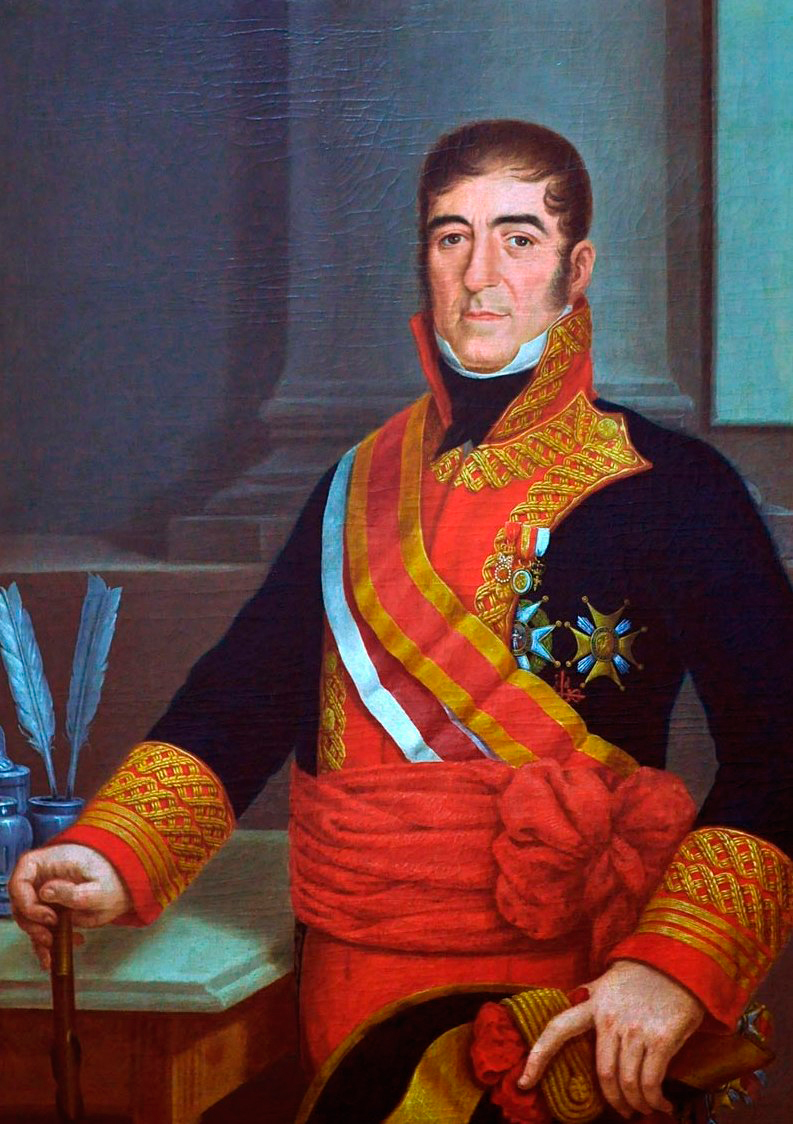
Juan Ruiz de Apodaca, vice-roi de Nouvelle-Espagne.

Il interdit l'usage des cerfs-volants (par mesure de précaution car ils étaient généralement manœuvrés depuis les toits). Il révise les comptes publics et constate que son prédécesseur les a tenus scrupuleusement et prudemment. Il rembourse la dette publique et n'a plus recours aux emprunts pour alimenter les caisses du gouvernement. Il utilise plutôt les revenus des droits de douane, taxes et autres émoluments dus à l'état. Il ranime les secteurs économiques commerciaux et miniers autant que possible.
Le 17 avril 1817, le chef du mouvement libéral espagnol Francisco Javier Mina et 308 volontaires débarquent à Soto la Marina en Nouvelle-Espagne depuis Londres et La Nouvelle-Orléans. Mina fait circuler un manifeste disant qu'il ne combat pas contre l'Espagne mais plutôt contre la tyrannie du Roi Ferdinand VII. Le 24 mai, ses troupes entament une marche vers l'intérieur pour se joindre aux rebelles sous le commandement de Pedro Moreno à Fuerte del Sombrero, au nord-est de Guanajuato. Le vice-roi envoie à leur rencontre une force impressionnante commandée par le Maréchal Pascual Liñán. Après d'importants combats, Liñán tue Marina et fait prisonnier Mina à la petite ferme del Venadito, près de Silao (27 octobre). Mina est fusillé le 11 novembre. Pour cette action le vice-roi recevra le titre de conde de Venadito ce qui provoquera moult railleries.
Une fois encore l'insurrection semble matée.
Le vice-roi reçoit des consignes de vigilance concernant les côtes. Non seulement les Anglais Cochrane et Wilson préparent une expédition contre la Nouvelle-Espagne mais les Mexicains insurgés à New York et Matagorda achètent une canonnière avec laquelle ils menacent le commerce côtier dans le Golfe du Mexique. Ils capturent d'ailleurs un navire de commerce armé à Veracruz et exécutent le capitaine.
Les États-Unis, la France et la Grande-Bretagne, après les guerres napoléoniennes, avaient tout intérêt à soutenir les rebelles des possessions espagnoles. L'américain William Robinson occupe Altamira et Tampico, espérant donner un nouvel élan à la révolution. Robinson est fait prisonnier par les royalistes à Tampico et envoyé à Cadix. Il s'échappera de Gibraltar, avec l'aide des britanniques. L'Espagne et les États-Unis signent le traité d'Adams-Onís le 22 février 1819, il établit les frontières entre les États-Unis et la Nouvelle-Espagne. Les États-Unis obtiennent la Floride et renoncent au Texas, l'Espagne renonce à l'Oregon (immense province qui s'étendait alors sur la côte ouest des États-Unis, du Canada au Mexique)
Le précédent Vice-roi, Calleja, avait établi un fort dans l'ancien entrepôt de tabac de Mexico, appelé La Ciudadela. Ruiz de Apodaca le convertit en dépôt d'armes mais il est lentement pillé. Il ordonne au Brigadier Francisco Novella de prendre en charge La Ciudadela et de faire cesser les vols. Novella considère cette tâche comme inférieure à sa dignité et parvient à en convaincre l'Audiencia. Cet incident fait de Novella un ennemi de Ruiz de Apodaca et c'est Novella qui le déposera et le remplacera en 1821.

### Le plan de Iturbide
Le 1er janvier 1820, le Colonel Rafael del Riego fomente une rébellion en Andalousie, réclamant la restauration de la Constitution de 1812. Le despote Ferdinand VII, qui a aboli celle-ci le 14 mai 1814 craint de refuser. Ferdinand lui-même prête serment à la constitution le 9 mars 1820 et ordonne qu'il lui soit à nouveau prêté serment dans toute l'Espagne et toutes ses possessions.

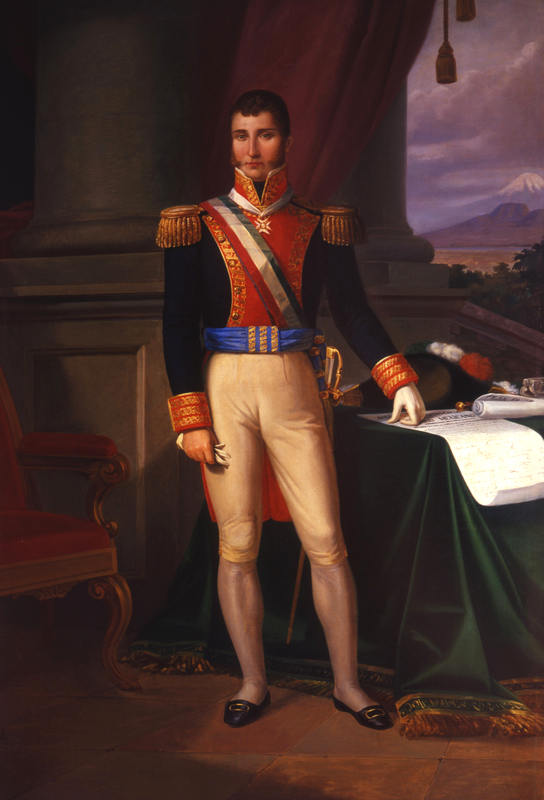
Le général Agustín de Iturbide.

Lorsque l'ordre arrive en Nouvelle-Espagne, le vice-roi Ruiz de Apodaca retarde sa publication, attendant le résultat de négociations secrètes qui ont lieu dans l'église de La Profesa. Le 7 mars 1821, les négociateurs s'accordent sur une déclaration d'indépendance de la Nouvelle-Espagne, accompagnée d'une offre à Ferdinand de gouverner en tant que monarque absolu, sans constitution.
Pour que le plan réussisse, le soutien des militaires est nécessaire. À cette fin le vice-roi choisi le Général Agustín de Iturbide de représenter la cabale, l'exonérant même au passage d'une accusation de désobéissance à El Bajío. Le plan prendra alors le nom de Plan de Iturbide. Iturbide reçoit le commandement des troupes royalistes du pays le 9 novembre 1820.
Le vice-roi prête serment à la constitution de 1812 le 31 mai 1820.

### Le plan d'Iguala
Poursuivant sa propre ambition, Iturbide correspond et rencontre le chef des insurgés, Vicente Guerrero, qu'il était censé combattre le 10 février 1821. Tous deux s'accordent à déclarer l'indépendance du Mexique. Cet accord est annoncé le 2 mars 1821, dans la ville d'Iguala dans l'actuel État de Guerrero.
Ce plan sera connu sous le nom de Plan d'Iguala. Il invite le vice-roi Ruiz de Apodaca à devenir le chef du mouvement indépendantiste. Ce dernier refuse et le déclare traitre et hors la loi. Il envoie des troupes pour le combattre mais partout elles se rebellent et rejoignent Iturbide. Le lieutenant colonel Antonio López de Santa Anna ratifie le plan d'Iguala à Xalapa le 29 mai 1821.

### La chute
Les royalistes, emmenés par le brigadier Buceli, déclarent Ruiz de Apodaca incompétent et le déposent le 5 juillet 1821. Ruiz est renvoyé en Espagne pour y répondre de ses actes mais il est absous et reprend du service. Il est capitaine général de la marine espagnole lors de sa mort en 1835.
Le général Francisco Novella sera vice-roi par intérim jusqu'à l'arrivée du remplaçant de Ruiz de Apodaca, Juan O'Donojú. Les trois cents ans de règne de l'Espagne sur le Mexique touchaient à leur fin.